# Edmund Tudor
Edmund Tudor, hrabě z Richmondu (anglicky Edmund Tudor, 1st Earl of Richmond, velšsky: Edmwnd Tudur, známý také jako Edmund z Hadhamu, Edmund of Hadham; asi 11. června 1430 – 3. listopadu 1456), byl šlechtic velšského původu, otec anglického krále Jindřicha VII. Edmund byl členem rodu Tudorů z Penmynyddu ze severního Walesu, jeho otcem byl Owen Tudor a matkou královna vdova Kateřina z Valois, díky níž byl Edmund nevlastním bratrem anglického krále Jindřicha VI. Několik let ho vychovávala abatyše Kateřina de la Pole a o jeho výchovu se zajímal i král Jindřich VI., který mu také udělil titul hraběte z Richmondu a pozemky, jakmile Edmund dospěl. Edmund i jeho bratr Jasper se stali královými poradci, protože byli jeho nejbližšími zbývajícími pokrevními příbuznými.
Bratři drželi vysoké funkce u královského dvora a měli velký vliv i v anglickém parlamentu. Edmund také dostal palác Baynard's Castle v Londýně a hospodářsky se mu dařilo. Oženil se s mladičkou Markétou Beaufortovou poté, co bylo zrušeno její první manželství, jež uzavřela ještě jako nemluvně. Před začátkem války růží Edmund spolupracoval s Richardem z Yorku a podporoval ho v době, když král v letech 1453-1454 onemocněl. Poté, co v roce 1455 začala válka, York vyslal Edmunda, aby podpořil královskou moc v jižním Walesu. Zatímco tam Edmund pobýval, York byl králem sesazen a jako odvetu vyslal své vojáky, aby zaútočili na Edmundovy síly v jižním Walesu. Edmund byl zajat na zámku Carmarthen, kde pak 3. listopadu 1456 zemřel na dýmějový mor. Narození svého syna, budoucího krále Jindřicha VII., se již nedožil.